# Maître du Xénophon Hamilton
Le Maître du Xénophon Hamilton désigne par convention un enlumineur actif à Florence entre 1470 et 1490. Il doit son nom à un manuscrit de la Cyropédie de Xénophon. Il appartient probablement à l'atelier de Francesco d'Antonio del Chierico.

## Éléments biographiques et stylistiques

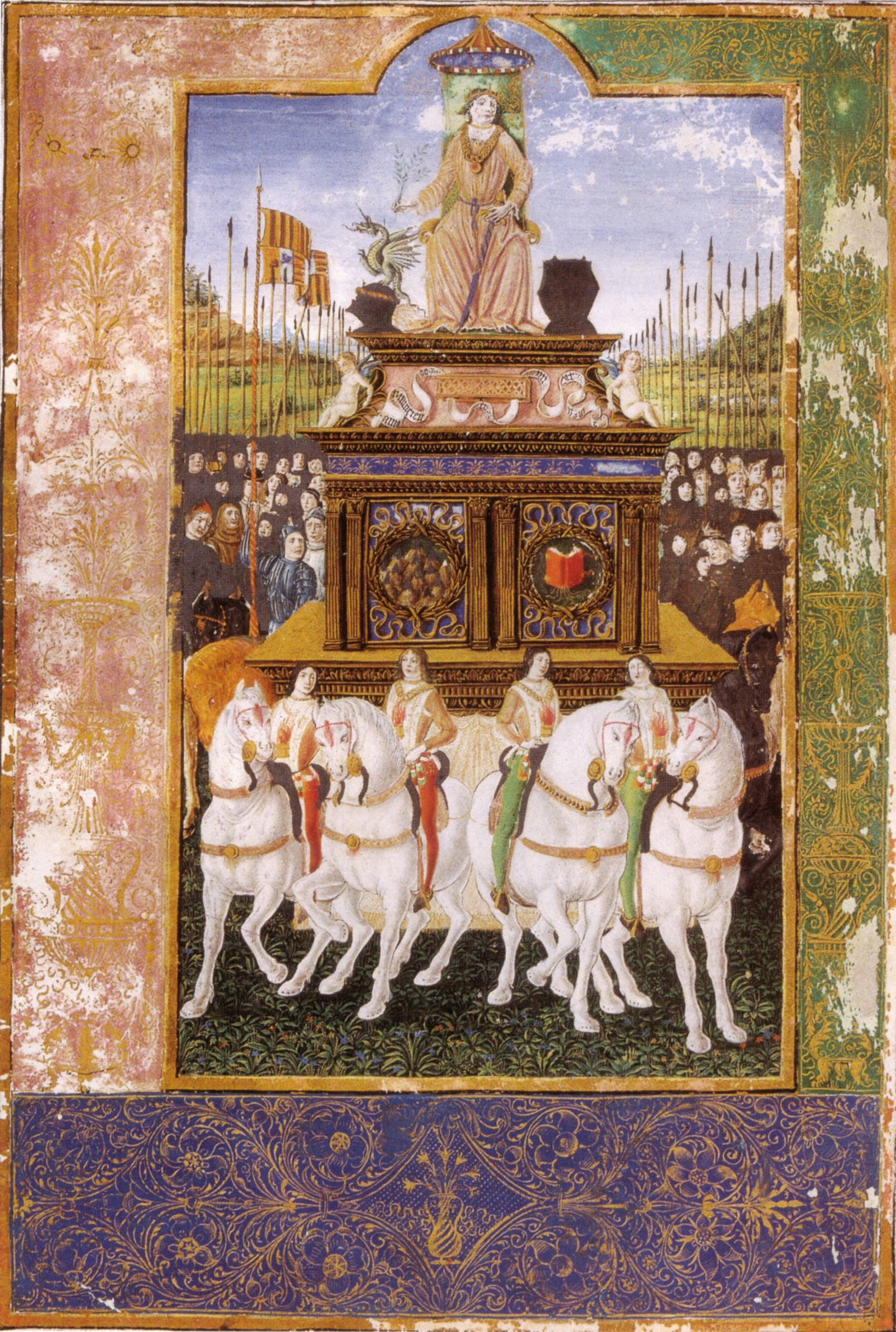
Triomphe de Ferdinand d'Aragon, miniature de frontispice d'un manuscrit de la Cyropédie de Xénophon.

Le nom de convention a été créé par l'historienne de l'art italienne Annarosa Garzelli à partir du manuscrit de la Cyropédie de Xénophon peint pour Ferdinand Ier de Naples, autrefois propriété du collectionneur écossais Alexander Hamilton et aujourd'hui conservé au sein du Kupferstichkabinett de Berlin. D'après les miniatures de ce manuscrits, elle a constitué un corpus d'œuvres peintes entre 1470 et 1490.
L'artiste semble avoir été actif au sein de l'atelier de Francesco d'Antonio del Chierico à Florence jusqu'en 1478 avec qui il réalise notamment une partie de la décoration de la Bible de Frédéric de Montefeltro. Il est aussi à l'origine de la décoration d'une dizaine d'autres manuscrits destinés au même commanditaire, même si certaines de ces attributions sont depuis contestées. L'historien de l'art américain Everett Fahy (en) a proposé de le confondre avec le début de la période d'activité d'Attavante degli Attavanti avec qui il a au moins collaboré.
Son style se caractérise par une capacité à combiner des compositions monumentales avec des rendus de textures propres à l'art flamand et de détails qui rappellent l'orfèvrerie. Sa technique, dans les personnages et l'harmonie des couleurs, semble indiquer qu'il était aussi un peintre de chevalet.

## Manuscrits attribués
- Deux antiphonaires, après 1463, en collaboration avec Zanobi Strozzi, Bibliothèque Laurentienne, Mss. Edili 148 et 150
- Cyropédie de Xénophon, commandé par Jacopo Bracciolini pour Ferdinand Ier de Naples, Kupferstichkabinett Berlin, inv. 78 C 24
- Bible de Frédéric de Montefeltro, 11 miniatures attribuées, vers 1478, Bibliothèque apostolique vaticane, Ms.Urb.lat.1 et 2
- Historia fiorentina de Poggio Bracciolini, en collaboration avec Francesco Rosselli, BAV, Urb.Lat.491
- Catena Aurea de saint Thomas d'Aquin, BAV, Urb.Lat.26
- Compilation de textes de saint Ambroise, vers 1474, BAV, Urb.Lat.41
- Exposition super Ezechielem prophétie de Jérôme de Stridon, en collaboration avec Domenico Ghirlandaio (?), avant 1474, BAV, Urb.Lat.57
- Compilation de textes de Grégoire de Nazianze et de Jean Chrysostome, BAV, Urb.Lat.60
- Compilation de textes d'Apulée, BAV, Urb.Lat.199
- Historia fiorentini populi de Leonardo Bruni, 2 frontispices, vers 1480, Bibliothèque nationale centrale de Florence, Banco Rari 53
- Livre d'heures à l'usage de Rome, Huntington Library, San Marino, Californie, HM1132[5]
- Livre d'heures à l'usage de Rome, bibliothèque de l'université de Liverpool
- Bréviaire à l'usage de l'ordre camaldule, à destination d'un membre de la famille Colonna, 1470, coll. part., passé en vente chez Christie's le 11-13 juillet 2000 (lot 35)